# Provincia de Turkestán
Turkestán (en kazajo: Türkıstan oblysy, en ruso: Түркістан область) es una de las diecisiete provincias que, junto con las tres ciudades independientes, conforman la República de Kazajistán. Su capital es la ciudad de Turkestán desde el 19 de junio de 2018, cuando Shymkent, hasta entonces la capital, se separó del territorio para pasar a ser controlada directamente por el gobierno de Kazajistán, por lo que se renombró como provincia de Turkestán.

## Geografía
Está ubicada al sur del país, limitando al norte con Ulytau, al este con Jambyl, al sureste con Kirguistán (en una frontera muy corta) y Uzbekistán, y al oeste con Kyzylorda. Con 117 249 km² es la segunda provincia menos extensa —por delante de Kazajistán Septentrional—, con 2 469 000 habitantes en 2009, la más poblada, y con 7,2 hab/km², la segunda más densamente poblada, por detrás de Almatý.

## Demografía
Turkestán es la provincia más densamente poblada del país, aunque es una de las más pequeñas. Esto deriva del clima apacible de la región, mejores infraestructuras de irrigación y la proximidad a grandes ciudades como Taskent, Samarkanda y Bujará. También es la que desarrolla un mayor crecimiento de población de Kazajistán debido a dos factores. El primero se basa en la alta natalidad de las familias kazajas y uzbekas, muy tradicionales, con medias de 5 a 8 hijos por mujer. El segundo es la avenida de inmigrantes provenientes del norte de Uzbekistán. De estos inmigrantes, los de origen kazajo, tienen más facilidades para asentarse en la región, concedidas por los gobiernos locales (muchas veces mediante sobornos). 
Esta es la única provincia de Kazajistán donde los rusos no son la primera o segunda etnia por número de habitantes. Los censos son antiguos y se realizaron usando métodos soviéticos que sirvieron como propaganda sobre la exactitud. Según ellos, los kazajos suponen la primera etnia en número de habitantes, seguidos muy de cerca por los uzbekos. Los rusos quedan relegados a una tercera posición distante a los dos anteriores.

## Historia
Históricamente hablando, Turkestán es la provincia con las más antiguas y grandes maravillas de Kazajistán. Hace dos mil años era parte de la frontera norte del Imperio persa. Debe su larga historia a la convivencia de la cultura persa con los clanes tribales turcos y mongoles. Esta provincia fue parte de la sátrapa de Sogdiana.
Posee algunos lugares de interés histórico como las ciudades de Turkestan, Otrar y Sayram. Sayram fue el lugar de nacimiento de Ahmed Yasavi (1106-1166), un gran erudito sufista y escritor que vivió y trabajó en Asia Central. Su tumba es un gran mausoleo que ha sido nombrado Patrimonio de la Humanidad por la Unesco.
La estructura actual fue comenzada por Amir Temur (Tamerlán) para sustituir un mausoleo más pequeño del siglo XII. Fue construdio por maestros persas, aunque quedó inacabado a la muerte de Tamerlán.
El andamio original que habría sido utilizado para aplicar el azulejo resalta en la entrada delantera.

## División administrativa

Límites y división administrativa de la provincia de Turkestán.

La provincia se divide en trece distritos y tres ciudades (Arys, Kentau y Turkestán). Cabe mencionar que la ciudad de Shymkent están dentro de la región pero jurisdiccionalmente no pertenece a Turkestán.
- Distrito de Baydibek, con centro administrativo en el selo de Shayan;
- Distrito de Kazygurt, con centro administrativo en Kazygurt;
- Distrito de Maktaaral, con centro administrativo en la ciudad de Zhetisay;
- Distrito de Ordabasy, con centro administrativo en Temirlan;
- Distrito de Otyrar, con centro administrativo en el selo de Shauldir;
- Distrito de Saryagash, con centro administrativo en la ciudad de Saryagash;
- Distrito de Sayram, con centro administrativo en el selo de Aksukent;
- Distrito de Shardara, con centro administrativo en la ciudad de Shardara;
- Distrito de Sozak, con centro administrativo en el selo de Sholakkorgan;
- Distrito de Tole Bi, con centro administrativo en la ciudad de Lenger;
- Distrito de Tulkibas, con centro administrativo en el selo de Turar Ryskulov.